# Ewa Farna
Ewa Farna (Třinec, 1993. augusztus 12. –) lengyel-cseh énekes, színésznő, modell, dalszerző, táncos és tévés műsorvezető. Öt lengyel és négy cseh nyelvű stúdióalbumot adott ki, és ezekért platina és arany minősítéseket kapott Lengyelországban és Csehországban egyaránt. Farna a legfiatalabb kereskedelmi sikerű énekes Csehországban. 2013-ban a cseh és szlovák SuperStar, 2014-ben az X Factor (Lengyelország) bírája volt, jelenleg az Idol (Lengyelország) bírája.

## Életrajz
Farna 1993. augusztus 12-én született egy lengyel családban, amely a cseh Třinec közelében, Vendryně faluban lakik. Vendryněben lengyel általános iskolába, öt évig művészeti iskolába és Český Těšín lengyel gimnáziumba járt. Tánciskolába is járt és megtanult zongorázni. Farna először vonzotta magára a figyelmet, miután 2004-ben és 2005-ben Csehországban és Lengyelországban is nyert helyi tehetségkutató versenyt. Miután Lešek Wronka producer felfedezte, 2006-ban kiadta debütáló albumát, a Měls mě vůbec rád albumot. Ezt követte az Objev roku megnyerése ("Az év kinyilatkoztatása") díjat 2006-ban a Český slavík ("Cseh Nightingale") országos zenei közvélemény-kutatásért. 2007-ben jelent meg második albuma, a Ticho, amely Csehországban a második helyet érte el, valamint debütáló albumának lengyel változata, Sam na Sam címmel. A turné után a koncert DVD Blíž ke hvězdám lett a legkeresettebb. zene DVD 2008-ban a Cseh Köztársaságban. 2009 elején második albumának lengyel változata megjelent Cicho néven. Emellett 2010-ben Ewa bekerült a "Hela w opalach" egyik epizódjába.
Következő albuma, a Virtuální, 2009. október 26-án jelent meg, a Bu10 Virtuální 2009–2010-es turnéja 2009. november 3-án kezdődött Brnóban, és 2009. december 6-án zárult Prágában. A turné nemzetközi szakasza Lengyelországra és Szlovákiára is kiterjedt. 2010-ben megjelent Farna lengyel albuma, az "EWAkuacja". Az album számos díjat kapott, köztük a "Viva comet 2011" díjat mind kislemezekért, mind az egész albumért. Az "EWAkuacja" kislemezei: "Ewakuacja", "Bez Lez", majd később 2011-ben "Nie przegap". 2011 Ewa 18. születésnapjának éve volt, ezért születésnapi koncerteket tartottak, egyet Csehországban, DVD "18 Live", Lengyelországban pedig "Live, niezapomniany koncert urodzinowy" DVD-vel. 2013 októberében Farna visszatér a "(W) Inna?" című albumával. Sokan úgy vélték, hogy a cím Farna 2012-es autóbalesetére utal. 2014-ben megjelent Ewa cseh kislemeze, a "Leporelo", valamint egy videoklip és a menedzseréről, Lesek Wronkáról szóló "Lesek" dal.

## Zenevideók
2020. október 18. "Thank u, tobě". Lucie Vondráčková, Monika Absolonová, Heidi Janků, Marta Jandová. Elképesztő tiltakozó dal az eredetileg Ariana Grande által játszott korrupt ellen. Rendező: Saša Gedeon